# WE WISH YOU A MERRY CHRISTMAS
『WE WISH YOU A MERRY CHRISTMAS』（ウィ・ウィッシュ・ユー・ア・メリークリスマス）は、1983年11月28日にアルファレコードのYENレーベルから発売されたオムニバス・アルバム。
高橋幸宏・高橋信之兄弟のプロデュースによる、クリスマス・ソング・アルバム。YENレーベル所属アーティストのほか、彼らと親交のある大貫妙子、ムーンライダーズ、ピエール・バルー、伊藤銀次らが参加した。
2005年11月23日、ソニー・ミュージックダイレクトより、CD化され再発売された。収録曲はLPレコードと同一。

## 収録曲

### A面
1. 25 Dec. 1983 / 細野晴臣 (4:00)
作曲・編曲：細野晴臣
2. 銀紙の星飾り / ムーンライダーズ (3:17)
作詞：高橋修、作曲：鈴木慶一、編曲：ムーンライダーズ
3. Bell Tristesse 妙なる悲しみ / 越美晴 (3:43)
作詞：越美晴、作曲：越美晴・細野晴臣、編曲：細野晴臣
4. Prelude et Choral / 上野耕路 (2:45)
作曲・編曲：上野耕路
5. 降誕節 / 戸川純 (4:01)
作詞・作曲：不明、編曲：国本佳宏

### B面
1. Ca jour la…… / ピエール・バルー (4:01)
作詞：ピエール・バルー、作曲：加藤和彦、編曲：清水信之
2. 祈り / 大貫妙子 (3:47)
作詞・作曲：大貫妙子、編曲：細野晴臣
3. ほこりだらけのクリスマス・ツリー / 伊藤銀次 (5:04)
作詞・作曲・編曲：伊藤銀次
4. WHITE AND WHITE / 立花ハジメ (3:17)
作曲：立花ハジメ、編曲：ロビン・トンプソン
5. ドアを開ければ…… / 高橋幸宏 (4:24)
作詞・作曲・編曲：高橋幸宏

## クレジット
- PRODUCED BY YUKIHIRO TAKAHASHI, NOBUYUKI TAKAHAHI
- EXECUTIVE PRODUCER:KENJI ANDO (SEDIC)
- A & R DIRECTOR:KAZUSUKE OBI (ALFA/YEN)
- ART DIRECTION & PAINTING:TSUGUYA INOUE
- RECORDING MANAGEMENT:AYUMI MOCHIDA